# Bobrek (camp de travail)
Pour les articles homonymes, voir Bobrek.

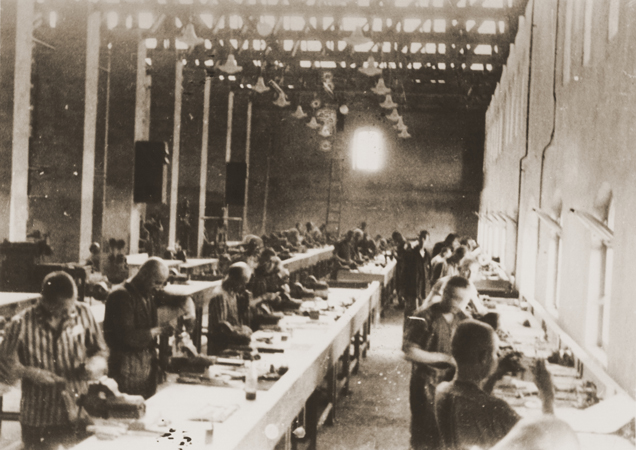
Prisonniers construisant des pièces d'avion à l'usine Siemens dans le camp de travail de Bobrek (vers 1944)

Le camp de Bobrek est un camp nazi de la Seconde Guerre mondiale, annexe de la section Monowitz-Buna (Auschwitz III) du complexe d'Auschwitz-Birkenau, situé près de la localité de Bobrek, près d'Auschwitz, dans le gouvernement général de Pologne (aujourd'hui Bobrek k Oświęcim, commune de Chełmek, en Pologne).
Construit entre décembre 1943 et avril 1944, le camp de Bobrek fonctionne de mai 1944 à janvier 1945, date de son évacuation par les SS face à l'avancée de l'armée soviétique.

## Histoire
Aménagé par un groupe de prisonniers spécialement sélectionnés, ce camp est établi dans une usine désaffectée située à 4 kilomètres du camp principal, à la demande de la société Siemens, afin de produire des éléments métallurgiques pour l'industrie de guerre allemande. 
Le nombre de prisonniers à Bobrek est d'environ 250 : 213 hommes au 17 janvier 1945, 38 femmes au 30 décembre 1944).
La vie à Bobrek était moins difficile qu'à Auschwitz-Birkenau, où ceux qui échappaient à l'exterminations subissaient un véritable enfer. Le travail s'effectuait à l'intérieur de l'usine, qui protégeait des intempéries, et les prisonniers étaient logés sur place, ce qui évitait les appels de plusieurs heures qui avaient lieu tant à Auschwitz qu'à Birkenau. La présence d'une trentaine de femmes, qui s'occupaient de la cuisine et des jardins, adoucissait également la vie des prisonniers.
Le camp est évacué le 18 janvier 1945. Les prisonniers effectuent d'abord une marche de la mort jusqu'à Gleiwitz à 70 km, après quoi les survivants sont emmenés en train au camp de Bergen-Belsen, libéré par les Britanniques en avril.

## Prisonniers connus
- Simone Veil, alors Simone Jacob (1927-2017), ainsi que sa mère Yvonne et sa sœur Madeleine (1926-1952), ont été transférées d'Auschwitz à Bobrek en juillet 1944. Toutes trois ont survécu au camp de Bobrek, mais Yvonne Jacob est morte à Bergen-Belsen en mars 1945.
- Paul Schaffer (1924-2020), industriel français d'origine autrichienne